# جوناثان تشافيز
جوناثان تشافيز (بالإسبانية: Jonathan Chaves)‏ هو لاعب كرة قدم أرجنتيني، ولد في 8 يناير 1989 في لابلاتا في الأرجنتين. لعب مع جيمناسيا لابلاتا وديفنسا خوستيكا وغودوي كروز.

## وصلات خارجية
- جوناثان تشافيز على موقع قاعدة بيانات كرة القدم.إي يو (الإنجليزية)
- جوناثان تشافيز على موقع Soccerway.com (الإنجليزية)